# Birken (Windhagen)
Birken ist ein Ortsteil der Ortsgemeinde Windhagen im rheinland-pfälzischen Landkreis Neuwied. Der Ortsteil hatte am 31. Dezember 2022 28 Einwohner.

## Geographie
Birken grenzt unmittelbar nördlich an die Bundesautobahn 3 und ist rund 200 m vom südöstlichen Ende der geschlossenen Ortschaft von Windhagen (Ortsteil Hecken) entfernt. Der Weiler erstreckt sich auf einem nach Nordosten zu einem hier entspringenden Zufluss des Pfaffenbachs abfallenden Gelände und liegt zwischen 290 und 300 m ü. NHN. In Birken endet die Kreisstraße 29, die nach Windhagen führt.

## Geschichte
Der Ortsname lässt auf eine Entstehung von Birken bei der hochmittelalterlichen Rodungsphase schließen. Die mundartliche Bezeichnung des Ortes lautet „Birke(n)“. Birken gehörte zur Honschaft Windhagen im gleichnamigen Kirchspiel und unterstand der Verwaltung des kurkölnischen Amtes Altenwied. Urkundlich in Erscheinung trat der Ort 1660 unter seinem heutigen Namen bei einer Inventur im Amt Altenwied, als hier drei Häuser gezählt wurden.
In preußischer Zeit (ab 1815) blieb Birken ein Teil der Honschaft, später Gemeinde Windhagen, seit 1823 im Verwaltungsbezirk der Bürgermeisterei Asbach. Im Rahmen von Volkszählungen war Birken bis 1828 gemeinsam mit der unterhalb und südöstlich gelegenen heutigen Wüstung Birkenseifen verzeichnet, 1843 umfasste der Weiler zwei Wohn- und vier Wirtschaftsgebäude. Bis Ende des 19. Jahrhunderts erfuhr Birken ein deutliches Bevölkerungswachstum, wuchs aber über den damals erreichten Umfang nie hinaus. Im Jahre 1994 zählte es vier (Wohn-)Häuser, ein landwirtschaftlicher Betrieb hat sich bis heute erhalten. Birken ist derzeit der kleinste Ortsteil der Gemeinde Windhagen.
Einwohnerentwicklung
| Jahr | Einwohner |
| ---- | --------- |
| 1816 | 15        |
| 1828 | 16        |
| 1843 | 18        |
| 1885 | 27        |
| 1987 | 18        |

## Sehenswürdigkeiten
- An der Ortsdurchfahrt steht ein Wegekreuz aus der Zeit um 1880, das als Kulturdenkmal unter Denkmalschutz steht.[10]